# Verenigd Koninkrijk op het Eurovisiesongfestival 2017

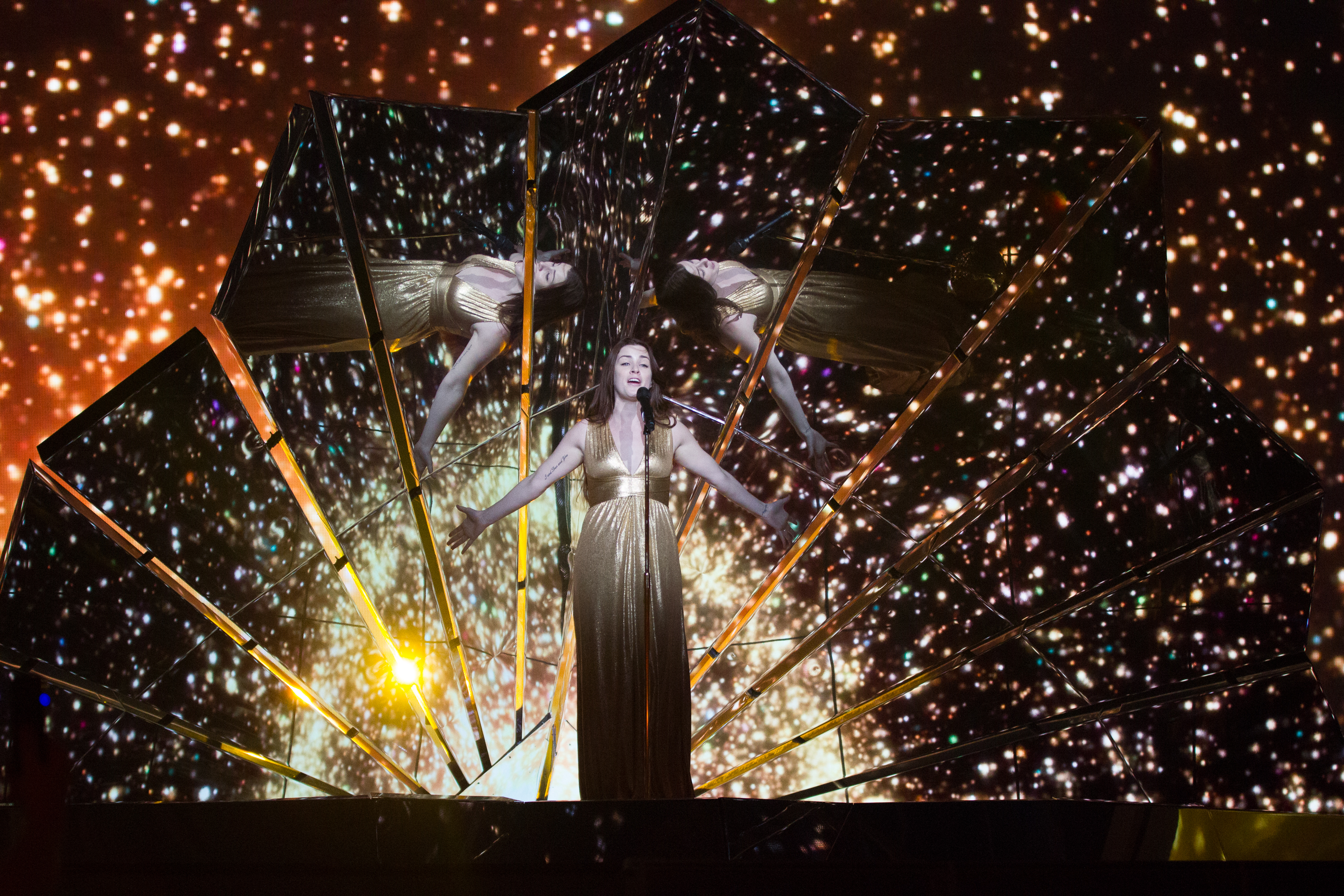
Lucie Jones tijdens de repetities in Kiev.

Het Verenigd Koninkrijk nam deel aan het Eurovisiesongfestival 2017 in Kiev, Oekraïne. Het was de 60ste deelname van het land aan het Eurovisiesongfestival. De BBC was verantwoordelijk voor de Britse bijdrage voor de editie van 2017.

## Selectieprocedure
Op 6 oktober 2016 maakte de Britse openbare omroep bekend te zullen deelnemen aan de 62ste editie van het Eurovisiesongfestival. Er werd voor geopteerd een nationale finale te organiseren, net als een jaar eerder.
Geïnteresseerden kregen van 6 oktober tot en met 1 november 2016 de tijd om zich kandidaat te stellen voor deelname aan de nationale voorronde. Op 23 januari 2017 werden de namen van de zes deelnemende acts vrijgegeven. Tijdens de nationale finale werden de punten voor de helft verdeeld door de televoters en voor de andere helft door een achtkoppige vakjury. De show vond plaats in de Hammersmith Apollo in hoofdstad Londen. Mel Giedroyc was presentatrice van dienst. Lucie Jones won de nationale finale.

## Nationale finale
27 januari 2017
| Volgorde | Artiest            | Lied                    |
| -------- | ------------------ | ----------------------- |
| 1        | Holly Brewer       | I wish I loved you more |
| 2        | Danyl Johnson      | Light up the world      |
| 3        | Lucie Jones        | Never give up on you    |
| 4        | Olivia Garcia      | Freedom hearts          |
| 5        | Nate Simpson       | What are we made of     |
| 6        | Salena Mastroianni | I don't wanna fight     |

## In Kiev
Als lid van de vijf grote Eurovisielanden mocht het Verenigd Koninkrijk rechtstreeks deelnemen aan de grote finale, op zaterdag 13 mei 2017. Het Verenigd Koninkrijk eindigde op de vijftiende plek, met 111 punten.